# San Basilio
San Basilio, anche noto come Basilio di Cesarea, o Basilio il Grande o Basilio Magno (in greco antico: Βασίλειος ὁ Μέγας?, Basíleios ho Mégas; in latino Basilius Magnus; Cesarea in Cappadocia, 329 – Cesarea in Cappadocia, 1º gennaio 379), è stato un vescovo e teologo greco antico, venerato da tutte le Chiese cristiane; porta anche i titoli di confessore e Dottore della Chiesa. È considerato il primo dei Padri cappadoci. È uno dei quattro Padri della Chiesa d'Oriente che portano il titolo di "Grande" insieme ad Antonio Abate, Atanasio e a Fozio di Costantinopoli (quest'ultimo non riconosciuto dalla Chiesa cattolica).
Era figlio di un ricco retore e avvocato, mentre suo nonno, che fu discepolo di Gregorio Taumaturgo del Ponto, morì martire nella persecuzione di Diocleziano. Anche sua nonna Macrina, i suoi genitori Basilio ed Emmelia, i fratelli Gregorio (vescovo di Nissa) e Pietro (vescovo di Sebaste) e la sorella primogenita, Macrina, sono venerati dalla Chiesa cattolica come santi. Fu molto amico di Gregorio Nazianzeno, venerato come santo e commemorato nello stesso giorno, il 2 gennaio. Ha scritto la regola che ancora oggi ispira la vita dei Monaci basiliani.

## Biografia
Ancora fanciullo venne mandato a Neocesarea sul Ponto dalla nonna paterna Macrina che gli impartì un'educazione basata sui principi cristiani. Al riguardo Basilio affermerà:
Ebbe come primo maestro suo padre, poi studiò presso la scuola dei grammatici nella natìa Cesarea. Continuò gli studi a Costantinopoli e poi ad Atene, la capitale culturale del mondo ellenico; qui fu allievo del sofista pagano Imerio e conobbe Gregorio Nazianzeno.
Fece ritorno in patria nel 356, dopo un breve periodo come insegnante di retorica, su esortazione della sorella si ritirò a vita ascetica, dopo essere stato battezzato. Fece visita a molti anacoreti dell'Egitto, della Siria, della Palestina e della Mesopotamia per comprendere meglio il loro stile di vita.

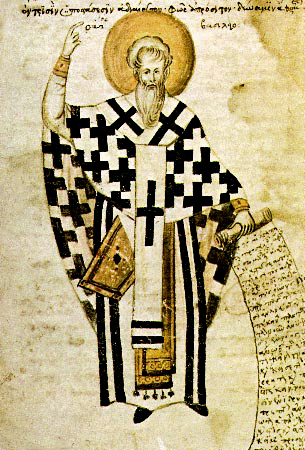
Icona di Basilio Magno risalente al XV secolo e conservata a Monte Athos. Secondo la rappresentazione orientale è assente la mitria, mentre, come anche per le raffigurazioni occidentali, tiene con la mano sinistra un rotolo del vangelo, attributo iconografico principale dei vescovi avendo questi come precipuo compito l'annuncio dello stesso. Da notare la fascia bianca con croci nere detta pallio, altra caratteristica iconografica dei vescovi. Il pallio (dal lat. pallium, mantello) era anticamente l'abito dei filosofi greci e simbolo per i cristiani dell'attività pastorale.

Ritornato in patria si ritirò sulle rive del fiume Iris vicino a Annosi nel Ponto, dove redasse la Grande Regola (Fusius Tractatae) e la Piccola Regola (Brevius Tractatae), come orientamento per la vita dei monaci che da lui presero il nome di monaci basiliani.
Intorno al 360 il vescovo Eusebio chiamò Basilio e gli conferì l'ordine del presbiterato. Nel 363 il santo ebbe l'apparizione della Madonna, che gli promise la sua protezione sul suo operato. Dieci anni dopo, nel 370, dopo la morte di Eusebio, venne eletto vescovo di Cesarea in Cappadocia, metropolita ed esarca dell'intera regione del Ponto.
Combatté molto contro le dottrine ariane che, con l'appoggio dell'imperatore Valente, stavano prendendo piede nella Chiesa. Lo stesso imperatore tentò a più riprese di piegare Basilio a queste dottrine considerate dalle Chiese cristiane conciliari eretiche, ma non lo contrastò mai direttamente, limitandosi a dividere in due diocesi la Cappadocia per sottrargli potere. Basilio difese l'ortodossia delle Chiese cristiane conciliari anche contro i Macedoniani e l'imperatore Giuliano.
Basilio fece costruire una cittadella della carità con locande, ospizi e lebbrosario, chiamata Basiliade: fu il primo ospedale della storia. Questa fu la sua più grande opera, che gli valse il nome di Magno.
Dopo l'uccisione dell'imperatore Valente da parte dei Goti nel 378, Teodosio I elevò il Cristianesimo a religione di Stato dell'Impero romano, ossia l'unica alla quale venisse riconosciuto diritto di culto pubblico, relegando il paganesimo e il giudaismo a religioni private. Sulla sede episcopale di Costantinopoli, con l'appoggio di Basilio, fu insediato Gregorio Nazianzeno. Di lì a breve, provato dalle austerità, dalle malattie e sfinito dalle preoccupazioni, morì il 1º gennaio 379.

## Opere
Scrisse molte opere di carattere dogmatico, ascetico, discorsi ed omelie, oltre a un trattato per i giovani sull'uso e il comportamento da tenersi nello studio dei classici pagani, e moltissime lettere sui più svariati argomenti. Scrisse anche l'antologia origeniana Filocalia (con l'amico Gregorio di Nazianzo) e un trattato sullo Spirito Santo in cui affermava la consustanzialità delle tre Persone della Trinità.
Celebre è la sua preghiera dedicata agli animali, composta nel 370, in cui sorprendentemente emergono le tematiche moderne a proposito dei diritti animali:
Tra le opere di Basilio, decisive nel dibattito teologico del IV secolo sulla Trinità, bisogna almeno ricordare Contro Eunomio, diretta contro l'Apologia di Eunomio contenente proposizioni considerate eretiche, e Lo Spirito Santo, indicante la divinità della terza persona trinitaria. Conserviamo di lui anche lettere ed omelie, specie quelle trattanti i sei giorni della creazione (Omelie sull'Esamerone). Il suo Asceticon, rappresenta una tappa cruciale nella storia del monachesimo e della spiritualità cristiane.
Le confutazioni di Basilio sul manicheismo contenute nella Piccola Asketikon furono tradotte in latino da Tirannio Rufino nel IV secolo.

## Eredità

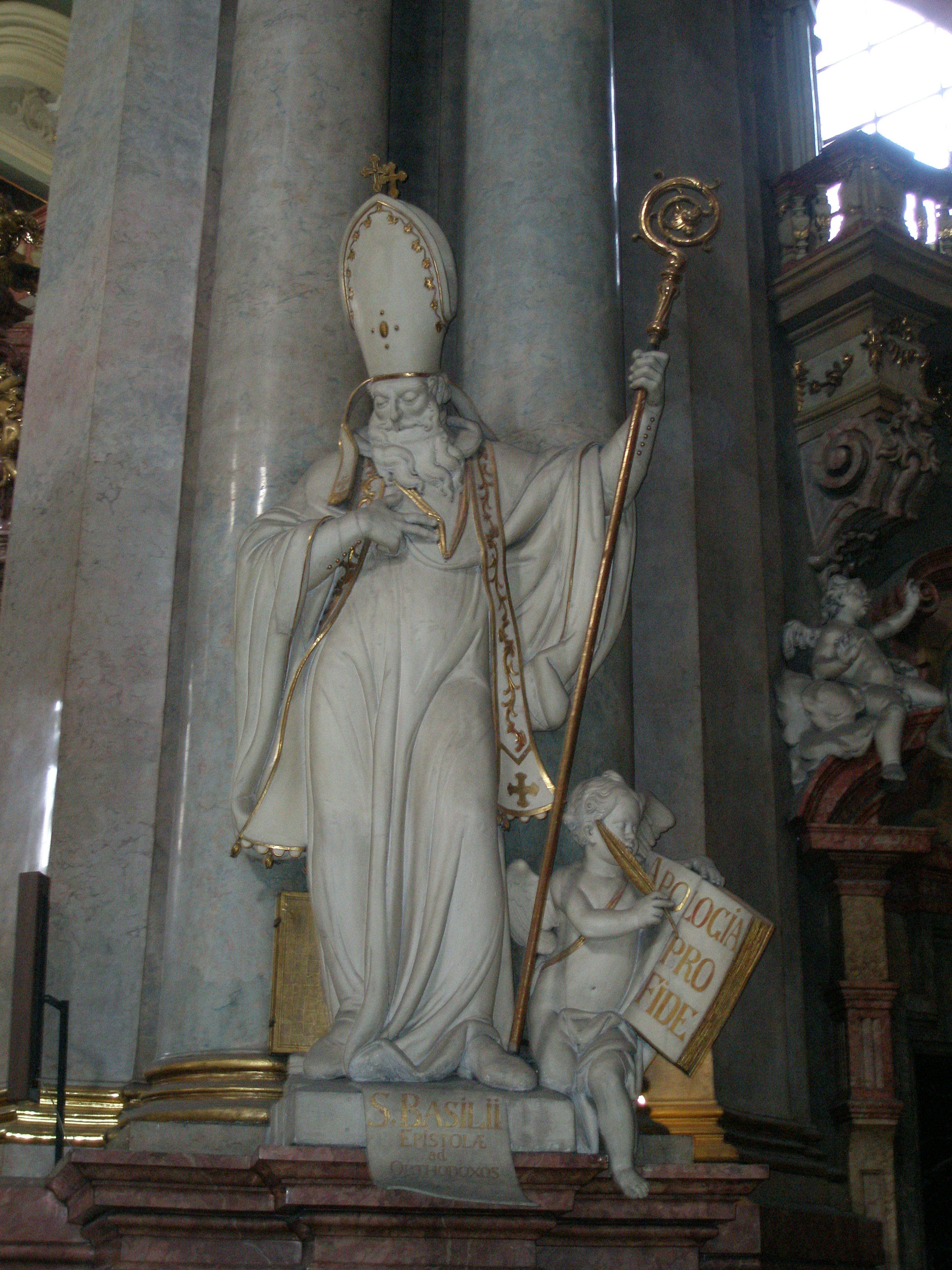
Statua di San Basilio nella chiesa di san Nicola a Praga.

### Contributi alla liturgia
Basilio, vissuto alla fine dell'era delle persecuzioni, detiene un posto di grande importanza nella storia della liturgia cristiana. I riti della Chiesa che prima erano affidati alla memoria e alla estemporaneità iniziarono a strutturarsi e la liturgia iniziò ad essere influenzata da brevi rituali. L'influenza di Basilio in questi rituali è ben attestata nelle fonti. Restano dubbi su quali parti della Divina Liturgia di Basilio Magno siano state composte o riviste da lui e quali si ispirano alle sue opere.
Le attuali liturgie delle Chiese cristiane che portano il nome di Basilio non sono interamente frutto del suo lavoro, nella forma attuale, ma conservano comunque un richiamo all'attività di Basilio, che ne formulò le iniziali formule liturgiche e il canto degli inni. Gli studiosi di patristica riconoscono che l'attuale liturgia di Basilio «porta inconfondibile la traccia della sua penna, della sua mente e del suo cuore».
L'anafora della Divina Liturgia di Basilio Magno bizantina è più lunga di quella della più comune Divina liturgia di Giovanni Crisostomo: una chiara differenza si trova per esempio nella preghiera silenziosa del sacerdote e nell'uso dell'inno della Theotókos con Tutta la creazione invece della Axion Estin di Giovanni Crisostomo. La liturgia di Crisostomo rimpiazzò quella di Basilio nella messa giornaliera del rito bizantino della Chiesa Ortodossa. La liturgia di Basilio si usa ancora nelle domeniche di Quaresima, nella liturgia del Giovedì e Sabato Santo, nelle domeniche di Avvento e il giorno della sua festa, il 1º gennaio per le chiese d'oriente.

### Influenza sul monachesimo
Con il suo esempio e i suoi insegnamenti Basilio esercitò una notevole influenza nella vita monastica del tempo, moderando l'austerità che fino ad allora aveva caratterizzato la vita monastica. Fornì anche un grande contributo nel coordinare le attività di lavoro e quelle di preghiera per assicurarne un più equilibrato ritmo nella giornata del monaco.
Basilio è tra le più influenti figure che hanno dato sviluppo al monachesimo nella cristianità. Non solo è riconosciuto come il padre del monachesimo orientale; ma gli storici gli attribuiscono anche una grande importanza per lo sviluppo di quello occidentale, in particolare per l'influsso che ebbe su San Benedetto.
Benedetto stesso ne riconosce l'importanza quando nella sua "Regola" chiede ai monaci di leggere oltre che la Bibbia anche i Padri della Chiesa e la vita e la «Regola del nostro Santo Padre, Basilio». 
A riprova di questa influenza restano i molti ordini religiosi della Chiesa orientale che si rifanno ancora alla sua regola o che portano il suo nome, nell'ambito della chiesa latina si annovera un istituto religioso fondato nel XVIII secolo in Francia, i Preti di San Basilio.

## Culto

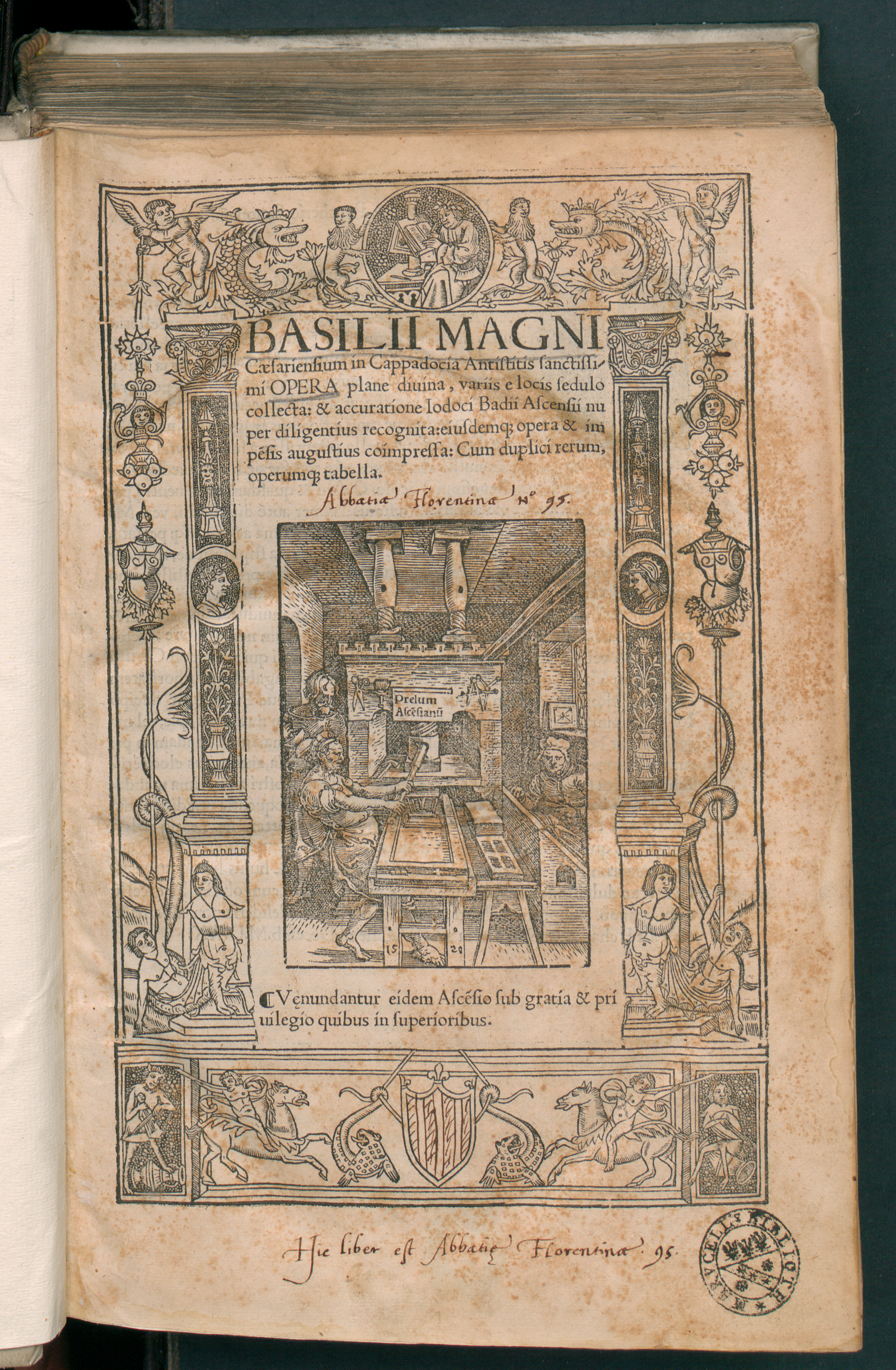
Basilii Magni Opera, 1523

Nel 1568 fu proclamato Dottore della Chiesa da papa Pio V, che lo inserì nel Breviario Piano insieme a sant'Atanasio, san Gregorio Nazianzeno e san Giovanni Crisostomo. Oltre a questi quattro santi delle Chiese Orientali, nel 1567 lo stesso Pontefice aveva proclamato anche Tommaso d'Aquino quale Dottore della Chiesa.
I cattolici e gli anglicani celebrano la sua memoria liturgica il 2 gennaio, mentre la Chiesa ortodossa il 1º gennaio. Prima del Concilio Vaticano II la sua festa era celebrata il 14 giugno, giorno in cui venne ordinato vescovo e che è ancora rispettato nella Messa tridentina. In molti luoghi si continua a festeggiare in tale data, essendo il 2 gennaio troppo vicino alle giornate festive post-natalizie e per la sempre probabile sua coincidenza con altre feste liturgiche proprie del Tempo (per esempio quella del Santissimo Nome di Gesù).

### Patronati
San Basilio è patrono della Cappadocia, dei monaci basiliani, dei responsabili degli ospedali, dei riformatori.
Inoltre san Basilio è patrono di numerose località italiane, tra le quali i seguenti comuni:
- Agnana Calabra (RC);
- Brivadi (VV);
- Cessaniti (VV);
- Eianina, frazione di Frascineto (CS);
- Grontardo (CR);
- Salcito (CB);
- San Marco d'Alunzio (ME)
- Sennori (SS);
- Serri (CA);
- San Basilio (ME);
- San Basilio (RO)
- San Basilio (ME)

### Edizioni
- (LA) San Basilio, [Opere], Lugduni, apud Sebastianum Gryphium, 1540.

### Traduzioni italiane
- Il battesimo, a cura di Umberto Neri, Brescia, Paideia, 1976, ISBN 978-88-394-0347-6.
- Opere ascetiche, traduzione di Maria Benedetta Artioli, A cura di Umberto Neri, Collana Classici delle Religioni, Torino, UTET, 1980, ISBN 978-88-02-03508-6.
- Epistolario. Le Lettere vol.I, a cura di M. Forlin Patrucco, Torino, SEI, 1983, ISBN 978-88-05-03731-5.
- Discorsi ai giovani, a cura di Marco Naldini, L. Bruni, EDB, 1984.
- Sulla Genesi. Omelie sull'Esamerone, a cura di M. Naldini, Fondazione Lorenzo Valla, Milano, Mondadori, 1990, ISBN 978-88-04-33074-5.
- Testi cristologici, a cura di G. Mazzanti, Roma, Borla, 1993, ISBN 978-88-263-0800-5.
- Le Regole, a cura di L. Cremaschi, Qiqajon, 1993.
- Lo Spirito Santo, a cura di G. Azzali Bernardeschi, Roma, Città Nuova, 1993.
- I martiri. Panegirici per Giulitta, Gordio, 40 soldati di Sebaste, Mamante, a cura di M. Girardi, Roma, Città Nuova, 1999, ISBN 978-88-311-3147-6.
- L'Esamerone, traduzione di Jacopo Bernardi (1844), PiZeta, 2004, ISBN 978-88-87625-30-1.
- Apologia. Contro Eunomio, A cura di A. Negro e D. Ciarlo, Roma, Città Nuova, 2007, ISBN 978-88-311-8192-1.
- La cura del povero e l'onore della ricchezza. Testi dalle Regole e dalle Omelie, a cura di L.F. Pizzolato, Paoline Editoriale, 2013, ISBN 978-88-315-4331-6.
- Omelie, a cura di G. Sgargi, Collana Scritti monastici, 2017, ISBN 978-88-85931-96-1.
- Omelie sull'Esamerone e di argomento vario, A cura di Francesco Trisoglio, Collana Il pensiero occidentale, Milano, Bompiani, 2017, ISBN 978-88-452-9452-5.

### Studi
- (EN)  George Bebis, Introduction to the Liturgical Theology of St Basil the Great, Greek Orthodox Theological Review 42 (3-4), 1997, pp. 273–285.
- Claudio Moreschini, Introduzione a Basilio il Grande, Brescia, Morcelliana, 2005.
- Claudio Moreschini, I padri cappadoci: storia, letteratura, teologia, Roma, Città Nuova, 2008.
- (EN)  Margaret Gertrude Murphy, St. Basil and Monasticism: Catholic University of America Series on Patristic Studies Vol. XXV, New York, AMS Press, 1930, ISBN 0-404-04543-X
- (EN)  Anthony Meredith, The Cappadocians. Crestwood (NY), St. Vladimir's Seminar Press, 1995, ISBN 0-88141-112-4
- Giorgio Mazzanti, Basilio Di Cesarea - Omelie Sui Salmi e Altre Omelie Esegetiche: Introduzione, Commento e Revisione Frankfurt am Main Peter Lang GmbH; Nuova edizione (4 gennaio 2018), ISBN 3631738269